# 坎比冰川
坎比冰川（英語：Cumbie Glacier），是南極洲的冰川，位於瑪麗伯德地的愛德華七世地，處於斯科特冰原島峰以東，最終注入斯威本冰架，美國地質調查局根據測量和該國海軍的空中照片繪入地圖，現時由南極條約體系管理。